# Herb gminy Wietrzychowice
Herb gminy Wietrzychowice – jeden z symboli gminy Wietrzychowice, ustanowiony 29 grudnia 2005.

## Wygląd i symbolika
Herb przedstawia na tarczy w polu błękitnym, srebrna pofalowana krokiew lub rosocha wspak dochodząca do górnego brzegu tarczy, a między jej ramionami ukorzeniona wierzba o sześciu konarach złota. Pofalowana rosocha lub krokiew symbolizuje dwie główne rzeki gminy: Wisłę i Dunajec. a wierzba przyrodę gminy. 